# Johann Christoph Clauder
Johann Christoph Clauder (getauft am 23. Oktober 1701 in Naumburg (Saale); † 6. Juli 1779 in Dresden) war ein deutscher Schriftsteller, Librettist und Dozent.

## Leben
Clauder war Sohn eines Syndicus und besuchte von 1716 bis 1722 die Fürstenschule Pforta und immatrikulierte sich am 24. März 1722 an der Universität Leipzig. Im Jahre 1722 ist er an der Universität als würklicher Redner als Mitglied des Collegii Oratorii Schmidiani verzeichnet. Zu Beginn der 1730er Jahre war er Hofmeister bei Ludwig Adolph von Zech. Er hatte regen Briefverkehr mit Johann Jakob Bodmer und wirkte an den Sprachreinigungsbestrebungen Bodmers und Albrecht von Hallers mit. Clauder zählte auch zum Kreis um Johann Christoph Gottsched.
1734 schrieb er den Text zur weltlichen Kantate Preise dein Glücke, gesegnetes Sachsen (BWV 215) für Johann Sebastian Bach.
Im Jahre 1737 trat er in königlich-sächsische Dienste und wurde Legationssekretär in Wien. Heinrich von Brühl wurde durch seine Geschicklichkeit im lateinischen, französischen und deutschen Stil auf ihn aufmerksam und förderte ihn.
Ab März 1761 bis zu seinem Tod war er in Dresden als geheimer Kriegsrat und geheimer Kabinettssekretär beim Kabinettsarchiv tätig.